# Tiquisio (kommun)
Tiquisio är en kommun i Colombia.   Den ligger i departementet Bolívar, i den norra delen av landet, 400 km norr om huvudstaden Bogotá. Antalet invånare är 18 786.